# Pellaro
Pèllaro (Pèddhuru in dialetto reggino, Pillaro in greco-calabro) è il più grande quartiere di Reggio Calabria, situato nella parte meridionale della città, già formante la XV circoscrizione comunale. Conta poco più di 35,789 abitanti e confina a nord con San Gregorio meta' rione della XIII circoscrizione ravagnese, ad est confina con Ravagnese e a sud con il quartiere di Bocale XV circoscrizione Pellaro, mentre ad ovest si affaccia sullo Stretto di Messina. Composto da diverse rioni, il quartiere è sede di un Centro Civico, edificio istituzionale della circoscrizione insieme al vecchio municipio. Dalle viti dei suoi giardini e appezzamenti collinari nasce il vino Pellaro IGT.

## Storia
La zona, abitata sin dai tempi della Magna Grecia, è sempre rientrata nell'area d'influenza di Reggio Calabria e secondo storia e racconti i primi cittadini  crearono Reghium "Reggio Calabria "i pellaresi narrano gli storici fondarono per primi la città dello stretto. Con la conquista della città nel 272 a.C. da parte dei romani, la zona di Pellaro divenne con i suoi boschi il cuore della produzione di navi da guerra che Rhegium doveva fornire a Roma. Inoltre, sulla costa, all'incirca presso l'insenatura di Occhio, si suppone vi fosse un importante porto per i traffici con l'oriente.
Il terremoto e successivo maremoto, che il 28 dicembre 1908 colpì profondamente Reggio Calabria e Messina, causò gravissimi danni anche a Pellaro, dove il maremoto raggiunge la sua massima intensità, con onde alte fino a 13 metri . Nella regione si contarono fino a 2000 vittime, e anche Pellaro fu colpita duramente: molte delle case lungo la costa vennero rase al suolo.
Il Barone "Nesci" nel terreno di sua proprietà fece costruire la via Nazionale e le traverse che tutt'oggi sono il centro di Pellaro.
Nel 1927 il Comune di Pellaro, insieme ad altri dieci, fu incluso nella conurbazione, fortemente voluta dal podestà Giuseppe Genoese Zerbi, della Grande Reggio e ridotto a semplice circoscrizione. Un libro ne racconta la storia con immagini e descrizioni inedite: C'era una volta Pellaro di Salvatore D'Aleo.

## Geografia
La zona di Pellaro è prevalentemente collinare, digrada verso il mare, e forma una baia naturale dove nel XVI secolo sostò anche la flotta che avrebbe sostenuto la battaglia di Lepanto.
Gran parte dell'abitato del centro si sviluppa lungo la Via Nazionale, parte della SS 106.

### Corsi d'acqua
I corsi d'acqua che interessano il territorio pellarese sono:
- Fiumara di "Macellari".
- Fiumara di "San Giovanni".
- Fiumara di "Carro e Quattrone"
- Fiumarella "Lume"
- Valloni Filici 1ºe 2º.
- Vallone Perara.
- Torrente Valanidi 2°.

### Rioni
Lungo la costa sono presenti i seguenti rioni, da nord verso sud.  
- San Leo (Santu Leu)
- Occhio (Occhiu)
- Pantanello (Pantaneddu)
- Fiumarella (Sciumarèdda)
- Bocale ("Bucali")

Altri rioni si trovano nelle zone collinari.                                                                                                                                                                      *Ribergo ("U Paisi,Ribergu,Berga")                          *Lume ("Lumi")
- Nocille (Nucìddhi)
- Lia
- Macellari (Maceddhàri)
- San Giovanni (San Giuànni)
- San Filippo (San Fulìppu)
- Fosse di Comi (Foss'i Comi)
- Catania
- Campicello (Campiceddu)
- Zambaldo ("Zambardu")

#### Bocale
Il quartiere situato all'estrema periferia sud della circoscrizione di Pellaro, al confine con Motta San Giovanni, è suddiviso in cinque rioni: Bocale I, Bocale II, Campoli, Zambaldo e San Cosimo. Il centro abitato di Bocale I si estende dal torrente Fiumarella fino alla chiesa parrocchiale dedicata ai Santi Cosma e Damiano e si snoda tra l'odierna via Nazionale e la Statale Jonica 106. Il centro abitato di Bocale II va dalla chiesa parrocchiale fino alla via Campolelli, un tempo piccola fiumara, che segna il confine col comune di Motta San Giovanni. Al di sopra della statale 106, all'altezza di Bocale II, si trova il rione di Campoli e il quartiere Zambaldo. All'altezza di Bocale I troviamo invece il centro abitato di San Cosimo.
Nelle colline di Bocale si coltivano vigneti la cui produzione è destinata alla vinificazione del "Pèllaro" un IGT (Indicazione Geografica Tipica) di consistente gradazione e robusti sapori. Il vino è stato per lungo tempo del secolo scorso, insieme alla pesca, l'economia più vocata della zona. A Bocale si trova la chiesa dei SS. Cosma e Damiano, rifatta dopo il terremoto nel 1908. Nella zona è stata ritrovata una necropoli ellenistica, e tombe bizantine, un palmento medioevale e altri oggetti risalenti al VI secolo a.C.
Lo stadio comunale "Mimì Pellicanò", inaugurato nel 2008, può ospitare 3.500 spettatori di cui 100 coperti, grazie a una tribuna coperta in legno. Gode di ampi spazi destinati a verde e parcheggi. In un'area, inoltre, è prevista la realizzazione di una piscina con annessa palestra.
I "crateri" di Bocale,sono delle enormi cavità sulle colline di Bocale e più precisamente in località Campoli attualmente area sotto sequestroed inserita già nel Dossier Cave del 2008 di Legambiente, che sono state realizzate da un'impresa di movimento terra "vicina" alla 'ndrina Barreca nel periodo tra il 1998 e il 2014. Sono stati estratti migliaia di metri cubi di terreno e devastato più di dieci ettari di colline sottoposte a vincolo Paesaggistico Ambientalee idrogeologico-forestale.
Oggi, questi crateri sono diventate delle discariche a cielo aperto, di cui si sta occupando Legambiente e varie associazioni di categoria in ambito nazionale.

### Il Monumento 38º Parallelo
La città di Reggio Calabria è attraversata dal 38º parallelo proprio nel quartiere di Bocale; su tale retta convenzionale giacciono anche le città di Seul, Smirne, Lisbona, Atene, San Francisco e Cordova. Nel 1987 fu edificato un Monumento al 38º parallelo nel punto esatto in cui questo incrocia la SS 106, esso fu creato in seguito al congresso internazionale della Società Dante Alighieri.

## Luoghi di culto
Nella circoscrizione di Pellaro sono presenti diversi luoghi di culto cattolici ed Evangelici:
- Chiesa di Santa Maria del Carmine (Rione Lume)
- Chiesa di Santa Maria "Mater Luminis" (Pellaro Centro)
- Chiesa di Santa Maria Regina Pacis (Frazione San Leo)
- Chiesa dei Santi Cosma e Damiano (Frazione Bocale)
- Chiesa di San Giovanni Battista (Rione San Giovanni)
- Chiesa di San Filippo (Rione San Filippo)
- Santuario dei SS. Cosma e Damiano (Rione San Cosimo)
- Chiesa di Santa Maria Dell'Abbondanza (Macellari).
- Chiesa Cristiana Evangelica delle "Assemblee di Dio in Italia" (Pellaro Centro)

La Madonnina situata al centro du Paisi (RIBERGO),costituisce il simbolo cristiano di tutta la comunità e rappresenterebbe la madre di tutti i pellaresi. 
Sul territorio è presente un'antica chiesa padronale settecentesca, oggi diroccata, intitolata alla Madonna della Liga (per liga si intende il procedimento di legatura delle viti da uva).                     Nella Zona di Ribergo,è situata Villa Nesci la casa del Barone.Attorno mure antiche da recinzione,case e postazioni militari,la storica panoramica dove si può ammirare un panorama mozzafiato dello stretto e una villa a forma di castello sul monte Loggia, le associazioni sul territorio da tempo spingono per una rivalutazione dell'intera area e ristrutturazione della stessa villa come attrazione turistica della città e trasformare il piccolo paesino che tiene ancora caratteristiche settecentesche per posizione geografica in salita stile romano e casolari settecenteschi,in borgo storico  la particolarità naturale e centrale lo rende di una bellezza unica, incastrato tra due valli. 
Nella zona di S.Filippo, in quella che allora veniva chiamata Contrada degli Jiriti sorgono i ruderi dell'antico monastero basiliano intitolato a S.Filippo d'Argirò e che risale dunque al XII secolo. Attualmente non è possibile accertarsi della vera struttura del complesso, dato che si possono solo osservare macerie informi e per lo più interrate, qualche pilastro con archi a tutto sesto e un'abside. Le rovine si affacciano alla sponda destra del torrente Fiumarella, mentre dall'altro lato incombono le pendici del colle Monalla (Munadda). Si notano, inoltre, una piccola nicchia in calce, probabilmente dipinta, tre archi di cui due interrati, in direzione est-ovest, uno in direzione nord-sud.
La chiesa dei Santi Cosma e Damiano, dalla classica pianta a croce latina, accoglie, nella navata sulla sinistra, la Cappella del Santissimo Sacramento, con la statua della Madonna del Rosario antistante il piccolo altare in pietra bianca, mentre la navata sinistra alberga la Cappella dei Santi Cosma e Damiano, dove è posizionata la Statua dei Santi Medici, e la Cappella di San Giovanni Battista, con il nuovo Battistero e il dipinto raffigurante il Battesimo di Gesù nel fiume Giordano. La navata centrale, bordata da capitelli in stile corinzio, accompagna i fedeli e i visitatori all'altare centrale, preziosamente adornato da vetrate e affreschi, anche questi ultimi recentemente restaurati, e raffiguranti le opere dei Santi Medici. Alla sinistra dell'altare centrale si può apprezzare l'affresco riguardante una delle scene del martirio dei Santi, in particolare il tentativo di ucciderli mediante il castigo del rogo, mentre sulla destra è rappresentata la scena finale della decapitazione dei Santi Fratelli.            Borgo Nocille un incanto e un paesaggio unico, moltissimi turisti e visitatori negli ultimi anni stanno facendo tappa fissa,anche grazie ad alcuni cittadini locali che hanno ridato vita al Borgo con numerose iniziative,si possono gustare moltissimi prodotti tipici locali e restare incantati della bellezza del paesino,li sorge una chiesetta la casa madre della Santa Padrona di Pellaro Maria del Carmine moltissimi i fedeli che giornalmente fanno visita al Santuario.

## Sport
A Pellaro sono presenti alcune società dilettantistiche sportive: la squadra di calcio più conosciuta è la F.C. Pro Pellaro 1919 che nel 2019 ha ottenuto l'onore di essere insignita a Roma tramite il presidente d'Aleo della Benemerenza da parte della Lega nazionale. Attualmente sono attive tre squadre di pallacanestro, la Fortitudo Pellaro nata nel 1998, la Diego Suraci Pellaro fondata nel 2000 e la Pro Pellaro Basket (2007), militanti nel campionato calabrese della provincia di Reggio Calabria,tre squadre di futsal Zefhir Pellaro c5,Soccer lab Pellaro e Blu House Pellaro c5. Gruppo storico del tifo organizzato restano gli storici Kannibali Pellaro che dagli anni 80 fino al 2000 hanno scritto pagine di storia del tifo calabrese,i Roller Pellaro,Gli indios bianconeri e i Vecchi supporters Pro Pellaro gruppi sciolti con la nascita della nuova società,ad oggi i gruppi presenti sono la Brigata 21 Pellaro gruppo portante e Gli Ultras Pellaro nati dalla scissione tra le due parti.
Negli ultimi anni Pellaro è diventata famosa grazie alla sua vocazione naturale: il vento. Da oltre 10 anni si è così sviluppata una economia ed un flusso turistico nuovo legato al kitesurf che cresce di anno in anno abbracciando un turismo anche internazionale con ottimi numeri.
Nello spot di "Punta Pellaro", appena 3 km rispetto ai 780 di tutta la costa Calabrese, si verificano condizioni di vento alquanto uniche in Europa.  Quello di Punta Pellaro è stata più volte indicato come lo spot più ventoso d'Italia e tra i più ventosi d'Europa (pubblicato su Stance Magazine 2009, numero di Luglio).
NewKiteZone è la società sportiva fondata nel 2007 che ha come obiettivo la promozione del kitesurf a Punta Pellaro, da 10 anni organizza la Traversata dello Stretto a vento, chiamata "Continent-Island GPS Race", la prima gara al mondo ad usare un sistema di tracciatura GPS degli atleti in real-time.
Dal 2015 è disponibile una centralina meteo per raccoglierne e visualizzarne i dati in tempo reale (http://www.windguruspot.cz/350).
Dall'estate 2015 è possibile fruire della concessione Demaniale Comunale riservata specificamente al kitesurf ed autorizzata alla pratica di questo sport e consentire gli allenamenti durante tutto l'arco dell'anno.

## Film
“Faida” è un film prodotto nel 1988 dal regista Paolo Pecora e girato a Bocale in una delle ville del boss Vincenzo Barreca oltre ad essere uno dei protagonisti. È una storia drammatica che amaramente propone figure e vicende di uomini violenti e teneri. Uomini di una terra che la sofferenza e la miseria hanno indurito. Incapaci forse di sperare ma capaci di rassegnarsi.

## Linee Autobus urbani Atam / Treno
A Pellaro è presente un servizio di autobus che collega il quartiere con il centro cittadino mediante le seguenti linee:
- 111 Macellari-Fosse di Comi-San Giovanni-Ponte Libertà.
- 113 San Filippo-Lume-Pellaro-Ponte Libertà.
- 114 Bocale-Pellaro-San Leo-Ponte Libertà.
- 115 Lazzaro-Bocale-Pellaro-Ponte Libertà.

In alternativa è possibile usare la stazione ferroviaria di Pellaro, in pieno paese, che collega con appena 3 fermate la Stazione Centrale di Reggio Calabria.